# Aristolochia sempervirens
Aristolochia sempervirens L. – gatunek rośliny z rodziny kokornakowatych (Aristolochiaceae Juss.). Występuje naturalnie w południowych Włoszech (także na Sycylii, w Grecji (także na Krecie), w Izraelu oraz Libanie.

## Morfologia
PokrójBylina pnąca o zdrewniałych pędach. Dorasta do 0,5–5 m wysokości.
LiścieMają sercowaty kształt. Mają 10 cm długości. Są skórzaste i mają ciemnozieloną barwę.
KwiatyMają żółtą barwę z fioletowymi smugami na wewnętrznej krawędzi oraz o fioletowych lub purpurowo-brązowych brzegach. Dorastają do 2–6 cm długości. Mają kształt mocno łukowatej tubki. Zalążnia jest jedwabiście owłosiona.
OwoceTorebki o zaokrąglonym kształcie. Mają 1–4 cm długości.

## Biologia i ekologia
Rośnie w wilgotnych i cienistych lasach, wśród krzewów i na suchych kamiennych murach. Występuje na wysokości do 2000 m n.p.m..